# مرورگر ای‌اوال
ای‌اوال اکسپلورر (به انگلیسی AOL Explorer) که قبلاً به عنوان مرورگر ای‌اوال (به انگلیسی AOL Browser) شناخته می‌شد یک مرورگر وب گرافیکی بر پایه Microsoft Trident layout engine است و توسط ای‌اوال منتشر شد. در ماه ژوئیه سال ۲۰۰۵ ای‌اوال، ای‌اوال اکسپلورر را برای دانلود رایگان عرضه کرد. و همچنین در کنار AIM نسخه ۵٫۹ به صورت اختیاری قابل دانلود می‌باشد. ای‌اوال اکسپلورر از قابلیت Tabbed browsing پشتیبانی می‌کند.